# Hippo Regius
Koordinaten: 36° 50′ 22″ N, 7° 44′ 7″ O

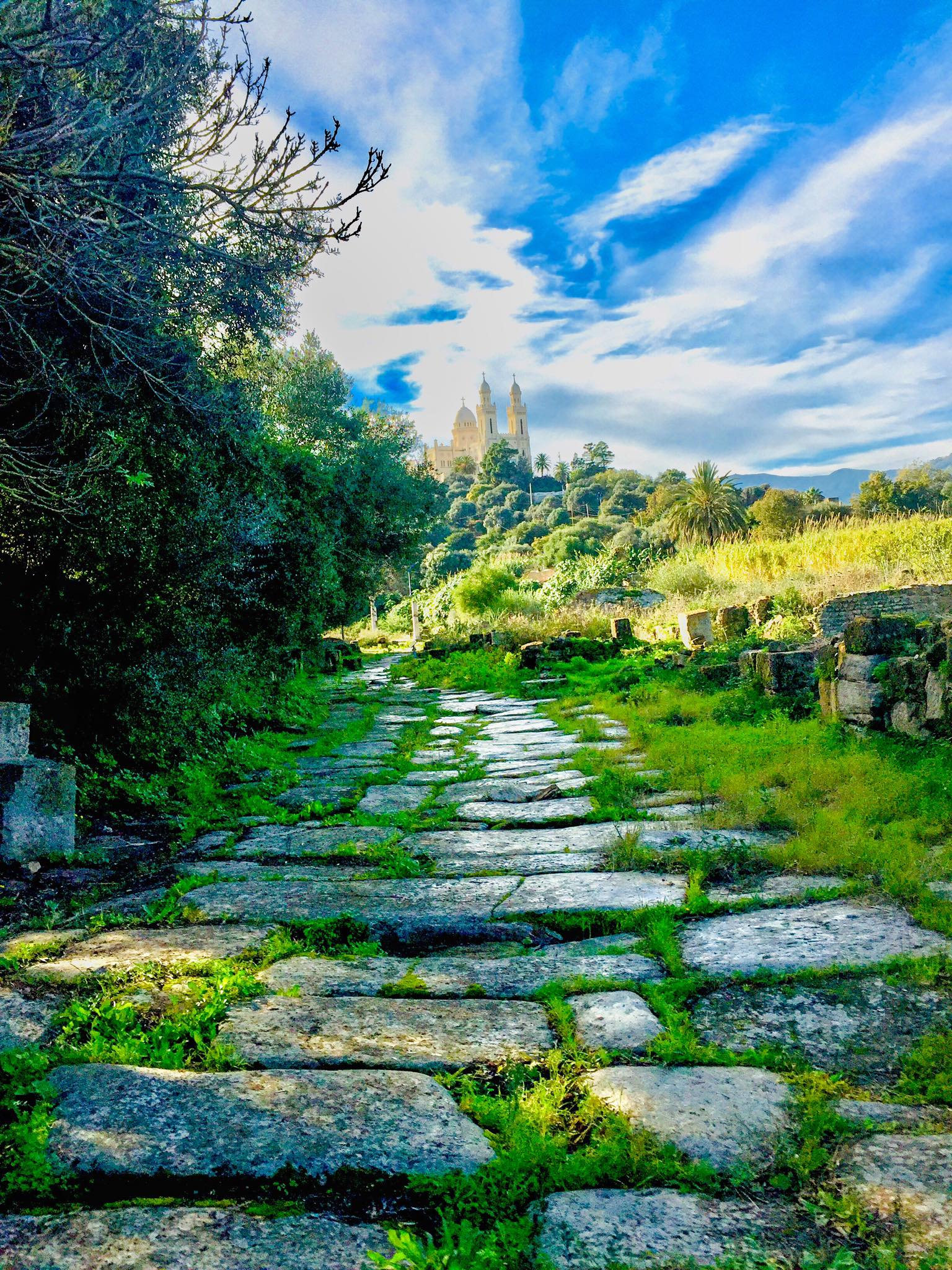
Heutige Ruinen

Hippo Regius war eine antike Küstenstadt in Numidien, Numidia im heutigen östlichen Algerien, nahe der Mündung des Flusses Seybouse gelegen. Die Ruinen befinden sich im Süden der Stadt Annaba.

## Geschichte

### Phönizische Zeit
Hippo wurde wie Karthago im 9. oder 8. Jahrhundert v. Chr. von Phöniziern aus Tyros als Handelsniederlassung gegründet.

### Römische Zeit
Zur Zeit des Zweiten Punischen Krieges eroberte der Massylierherrscher Gala (Massylier) diese Kolonie. 205 v. Chr. landete der spätere Konsul Gaius Laelius im Hafen von Hippo Regius, womit die römische Offensive in Nordafrika begann. Massinissa, der Sohn des Gala, machte die Stadt 201 bis 149 v. Chr. zu einer der Residenzen der Numiderkönige (daher ihr Beiname Regius). 46 v. Chr. wurde Hippo Regius nach dem Sieg Gaius Iulius Caesars in der Schlacht von Thapsus dem Römischen Reich einverleibt und der Provinz Africa zugeschlagen. Anfangs war die Stadt nur ein Municipium und bekam später den Rechtsstatus einer Kolonie. Der Handel in Hippo blühte, da von hier (und Karthago) Rom seine meisten afrikanischen Produkte bezog.

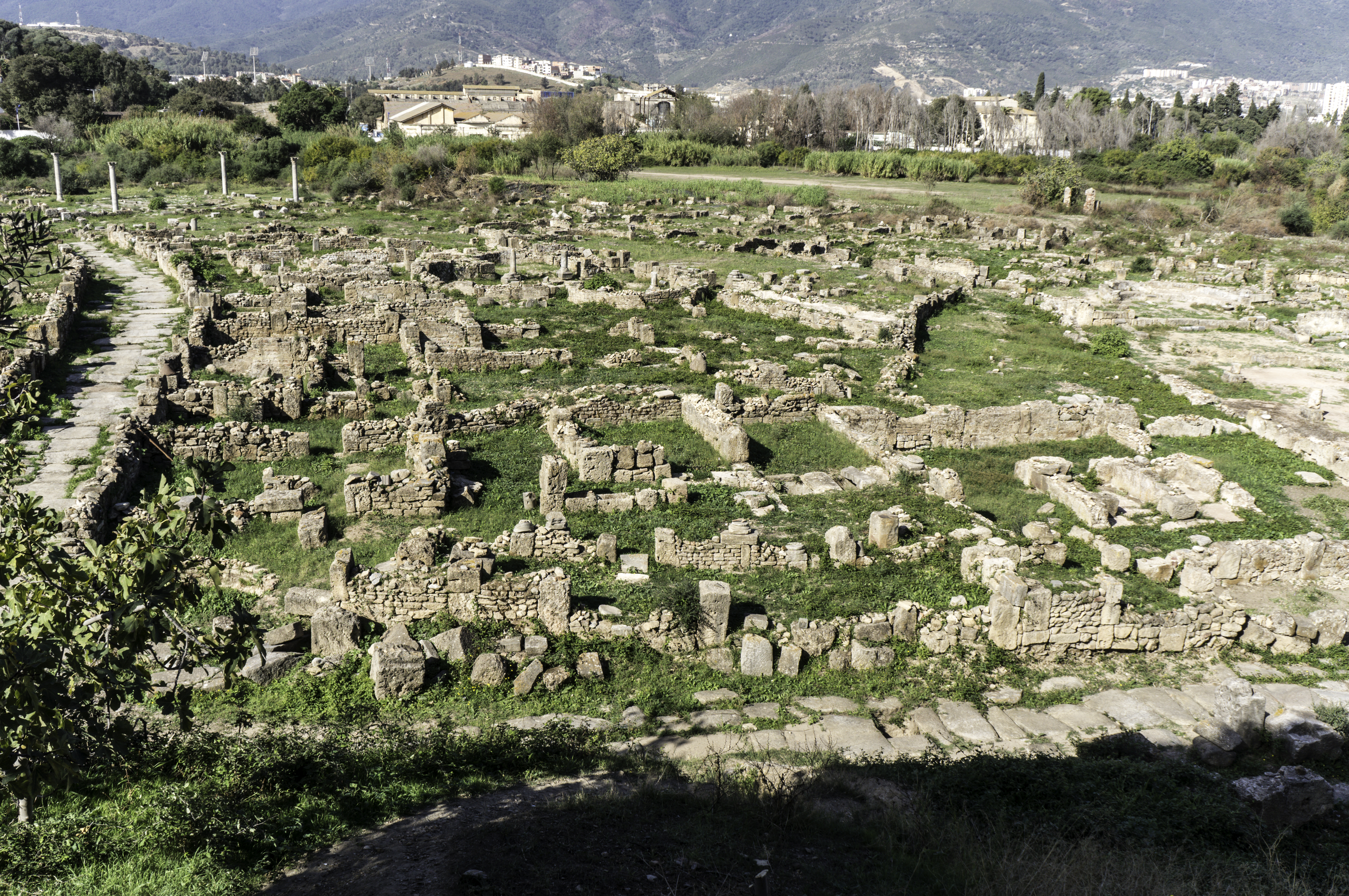
Römische Gebäudereste

Christliche Bischöfe von Hippo sind seit 259 n. Chr. nachweisbar. Der Heilige Augustinus, der aus dem etwa 70 Kilometer südlich gelegenen Thagaste stammte, kam 391 nach einem mehrjährigen Aufenthalt in Italien nach Hippo und gründete dort das erste afrikanische Kloster. Er war von 395 bis zu seinem Tod im Jahr 430 Bischof von Hippo. 393 und in den Jahren danach fand hier in mehreren Zusammenkünften die Synode von Hippo statt, deren Beschlüsse im Breviarium Hipponense überliefert sind.

### Nachrömische Zeit

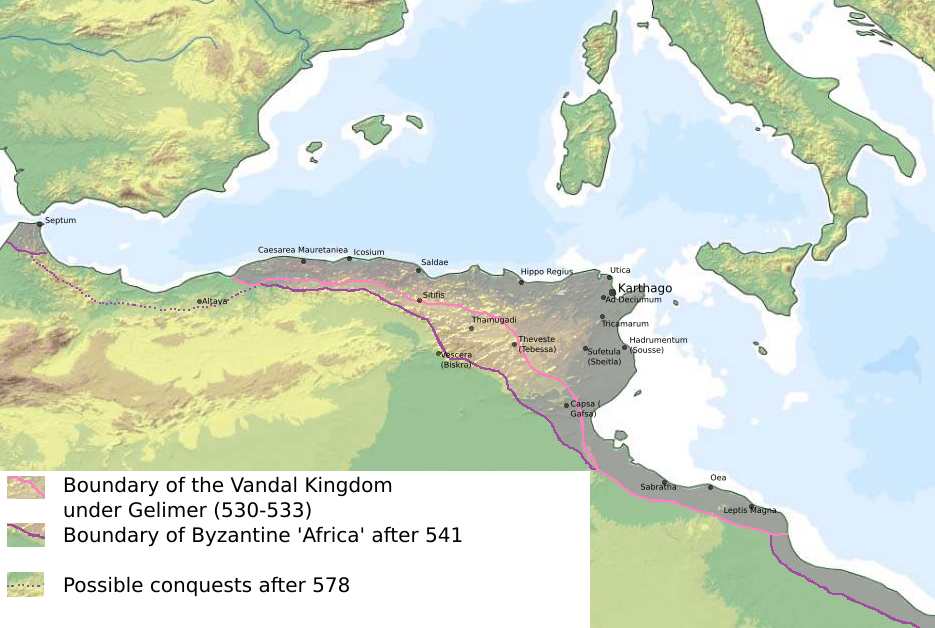
Hippo Regius im Vandalenreich und im oströmischen Nordafrika

Im Jahre 431 wurde die Stadt nach einer 18-monatigen Belagerung von den Vandalen unter Geiserich eingenommen und war anschließend bis zur Eroberung Karthagos acht Jahre lang Hauptstadt des vandalischen Reiches. Nach der Eroberung der alten Provinz Africa durch den oströmischen General Belisar kam Hippo 533 zum Byzantinischen Reich. Im Jahre 698 wurde die Stadt von muslimischen Arabern erstürmt und bis auf die Grundmauern zerstört.
Im 11. Jahrhundert gründeten Araber einige Kilometer vom antiken Stadtzentrum entfernt die Stadt Beleb-el-Anab, die sich zum heutigen Annaba entwickelte. In der ersten Hälfte des 19. Jahrhunderts begann sich das Interesse der Archäologie auf die Reste des antiken Hippo Regius zu richten, wobei lange Zeit explizit oder implizit die Suche nach Monumenten aus dem Leben des Kirchenvaters Augustinus von Hippo eine wesentliche Rolle spielte.

## Archäologische Funde
Französische Ausgrabungen haben in Hippo einige sehenswerte Ruinen ans Licht gebracht, darunter Tempel, Theater, das Forum und auch eine frühchristliche Basilika, die als Bischofskirche des Hl. Augustinus angesprochen wird.